# Сент-Джеймс (Миннесота)
Сент-Джеймс (англ. St. James) — город в округе Уотонуан, штат Миннесота, США. На площади 6 км² (5,9 км² — суша, 0,1 км² — вода), согласно переписи 2002 года, проживают 4695 человек. Плотность населения составляет 791,6 чел./км².
- FIPS-код города — 27-57040[1]
- GNIS-идентификатор — 0650613[2]

## Ссылки

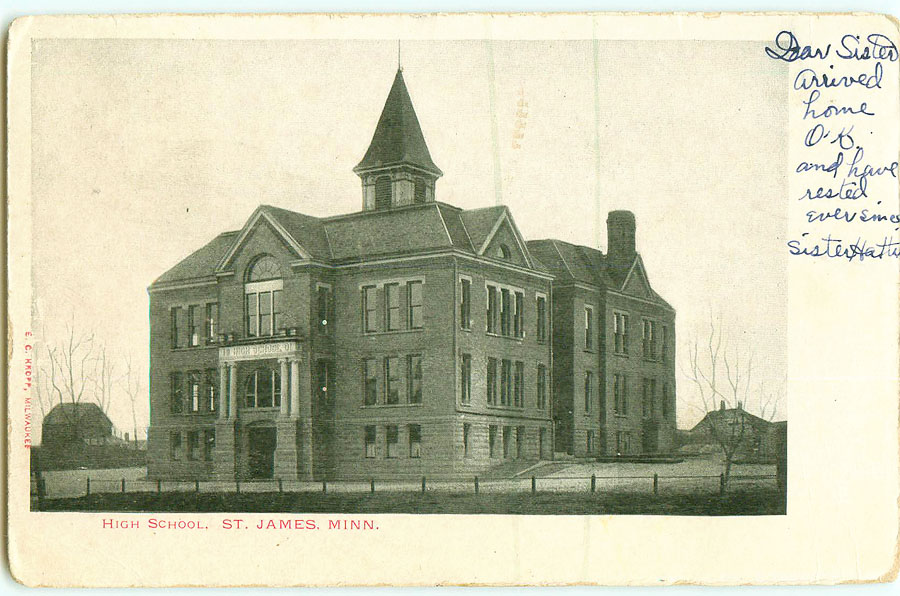
High School, 1906